# Hjalmar Pontus Alner
Hjalmar Pontus Alner, född  29 september 1878 i Ullene, död 29 februari 1952, var en svensk präst och psalmförfattare.
Hjalmar Alner tog studenten 1897 och folkskollärarexamen 1898. 1900 blev han student vid Uppsala universitet där han blev teol. kand. 1904. Han prästvigdes 1905 i Luleå med missiv till Skellefteå. Åren tjänstgjorde han 1906–09 som kontraktsadjunkt i Lappmarkens första och andra kontrakt, med Sorsele som bostadsort. Han blev därefter pastorsadjunkt i Malå församling. 1913 tillträdde han tjänsten som komminister i Rättvik och blev slutligen komminister i Högalids församling.
Alner anges som medförfattare (1936) till psalm nr 354 i 1937 års Psalmbok Led, milda ljus, ursprungligen  Lead, Kindly Light, amid the encircling gloom (1833) författad av Oxfordläraren John Henry Newman. I Den svenska psalmboken 1986 har Alners namn ersatts med Berndt David Assarsson, romersk-katolsk kyrkoherde i Helsingborg, som gjorde översättningen till svenska 1922.
Texten bearbetades ytterligare av Torsten Fogelqvist 1937. Denna bearbetning står kvar även i den senare upplagan av den svenska psalmboken 1986. Melodin är komponerad av Charles Henry Purday 1860.
Alner, som var son till folkskolläraren Sven Johan Alner, gifte sig i Sorsele 1909 med Anna Bernhardina Engelmark, änka efter kyrkoherden i Sorsele. Han hade inga barn men två styvdöttrar antog släktnamnet Alner.

## Psalmer
- Led, milda ljus